# Uruguai als Jocs Olímpics d'estiu de 1992
L'Uruguai va participar en els Jocs Olímpics d'Estiu de 1992 a Barcelona (Catalunya). El Comitè Olímpic Nacional de l'Uruguai va enviar 16 esportistes, tots homes a la capital català per competir en 11 disciplines esportives.
L'atleta Ricardo Fabini fou l'abanderat de l'Uruguai en la cerimònia d'obertura.
Els atletes uruguaians no van obtenir cap medalla.

## Atletes
| Esport          | Homes | Total |
| --------------- | ----- | ----- |
| Atletisme       | 2     | 2     |
| Boxa            | 2     | 2     |
| Ciclisme        | 2     | 2     |
| Halterofília    | 1     | 1     |
| Judo            | 1     | 1     |
| Natació         | 1     | 1     |
| Piragüisme      | 1     | 1     |
| Pentatló modern | 1     | 1     |
| Rem             | 1     | 1     |
| Tir             | 1     | 1     |
| Vela            | 3     | 3     |
| Total           | 16    | 16    |

## Atletisme
Vegeu Atletisme als Jocs Olímpics d'estiu de 1992
L'Uruguai va comptar amb 2 atletes per aquesta modalitat olímpica.

### Marató masculina
- Nelson Zamora: 54è lloc – (2:25.32)

### 3000 metres obstacles
- Ricardo Vera: 12è lloc.

## Boxa
Vegeu Boxa als Jocs Olímpics d'estiu de 1992

### Pes mitjà lleuger
- Jorge Porley: 17è lloc.

### Pes mitjà
- Luis Méndez: 17è lloc.

## Ciclisme
Vegeu Ciclisme als Jocs Olímpics d'estiu de 1992

### Carrera de carrer individual
- Federico Moreira: 50è lloc.
- Sergio Cabrera: 74è lloc.

## Halterofília
Vegeu Halterofília als Jocs Olímpics d'estiu de 1992

### Pes lleuger
- Sergio Lafuente: 26è lloc.

## Judo
Vegeu Judo als Jocs Olímpics d'estiu de 1992

### Mig pes lleuger
- Jorge Steffano: 20è lloc.

## Natació
Vegeu Natació als Jocs Olímpics d'estiu de 1992
L'Uruguai disputa la natació amb un atleta en dues proves.
Gustavo Gorriarán
- 100 m braça masculí: 40è lloc – (1:05.79)
- 200 m braça masculí: 20è lloc – (2:21.25)

## Pentatló modern
Vegeu Pentatló modern als Jocs Olímpics d'estiu de 1992

### Individual masculí
- Daniel Pereyra: 60è lloc.

## Piragüisme
Vegeu Piragüisme als Jocs Olímpics d'estiu de 1992
Enrique Leite
- Caiac individual 500 metres: quarts de final.
- Caiac individual 1000 metres: quarts de final.

## Rem
Vegeu Rem als Jocs Olímpics d'estiu de 1992

### Individual
- Jesús Posse: 18è lloc.

## Tir
Vegeu Tir als Jocs Olímpics d'estiu de 1992

### Pistola pneumàtica de 10 metres
- Fernando Richeri: 44è lloc – (554)

## Vela
Vegeu Vela als Jocs Olímpics d'estiu de 1992

### Soling
- Luis Chiapparro, Nicolás Parodi i Ricardo Fabini: 16è lloc.